# Timothey N'Guessan
Timothey N'Guessan (Massy, 18. rujna 1992.), francuski rukometni reprezentativac, trenutno igrač Barcelone. 
N'Guessan igra na poziciji lijevog krila, a prije Chambéryja je igrao za klubove Dieppe UC i SMV Porte Normande. Za reprezentaciju je debitirao 2012., a prvi nastup na velikom natjecanju imao je u Španjolskoj 2013. godine, kao zamjena za Guillaumea Gillea.